# Historische Leuchttürme der Bahamas

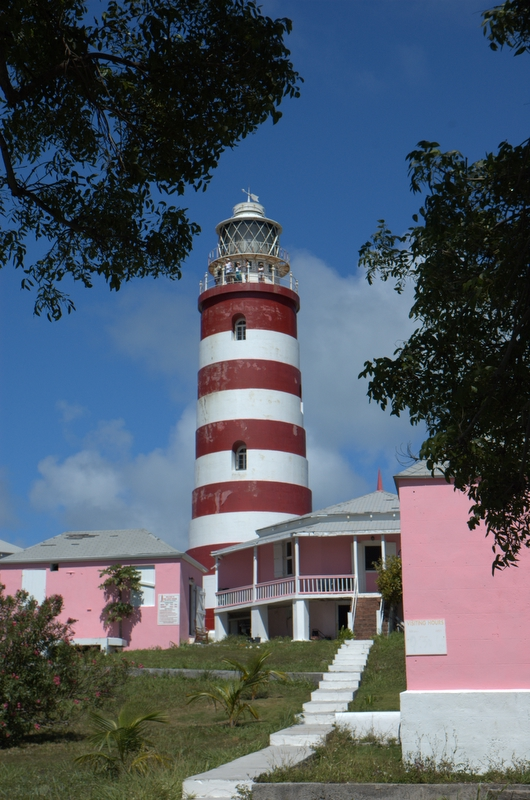
Elbow Reef Lighthouse in Hope Town

Historische Leuchttürme der Bahamas ist der Titel einer Kulturstätte, die der amerikanischen Inselstaat Bahamas auf seine Vorschlagsliste für das UNESCO-Welterbe gesetzt hat. Die Stätte umfasst elf Leuchttürme, die zwischen 1836 und 1887 von dem britischen Imperial Lighthouse Service (ILS) errichtet wurden.

## Hintergrund
Die Bahamas wurden im 17. Jahrhundert durch englische Siedler besiedelt und 1717 zu einer Kronkolonie. Während des Amerikanischen Unabhängigkeitskriegs waren die Inseln ein Zufluchtsort für britische Loyalisten, die aus Amerika geflohen waren. Zu dieser Zeit kam es vor den zahlreichen Inseln oftmals zum Schiffbruch. Um die Sicherheit der Schifffahrt zu verbessern, wurden Leuchttürme errichtet. Geplant wurden sie vom Trinity House in London, errichtet durch die britischen Kolonialisten vor Ort. In der ersten Hälfte des 20. Jahrhunderts wurden die Leuchttürme durch den Imperial Lighthouse Service (ILS) modernisiert. Unter anderem erhielten sie eine Fresnel-Linse, einen Quecksilberbad-Drehmechanismus von Chance Brothers und einen Petroleumdampf-Brenner mit mantel-brennender Haube. Der ILS führte die Wartung bis zur Unabhängigkeit der Bahamas 1973 durch, danach wurden die Leuchttürme von dem Bahamas Port Department und der Royal Bahamas Defence Force übernommen. Acht der elf Leuchttürme wurden zwischen 1973 und 1995 auf Solar- und Batteriebetrieb umgestellt, ein weiterer wurde 2012 automatisiert.

## Eintragung
Bahamas hat die Welterbekonvention 2014 ratifiziert. 2015 wurden die beiden ersten Stätten auf der Tentativliste der Bahamas eingetragen, eine davon war Historische Leuchttürme der Bahamas.
Zur Begründung der herausragenden universellen Bedeutung wird unter anderem angeführt:

„Seit über 150 Jahren sind Leuchttürme der British Imperial Lighthouse Service eine Konstante in der maritimen Geschichte der Bahamas. Sie sind Quellen des Stolzes und sichtbare Symbole des einzigartigen Erbes einer maritimen Nation sowie der kolonialen Vergangenheit der Nation. … Diese Leuchttürme verkörpern die reiche kulturelle und historische Vergangenheit des Landes und spielen eine entscheidende Rolle bei der Entwicklung der Bahamas und der umliegenden Kolonien.“

Es wird eine Eintragung in die Welterbeliste aufgrund des Kriteriums (iii) angestrebt.

„(iii): Die weitläufige Anordnung der imperialen Leuchttürme im gesamten Bahama-Archipel zeugt von der Verwendung von Leuchttürmen in der Vergangenheit und den Bahamas als maritime Nation. Die Leuchttürme sind ein Beweis für die Kontinuität der Bahama-Kanäle als Schifffahrtswege und Routen für alle Nationen in und aus der Neuen Welt.“

## Leuchttürme
Die folgende Tabelle listet die einzelnen Leuchttürme, die Bestandteil der Kulturstätte sind.
| Name                           | Lage                                               | erbaut | Turm-Höhe | Feuer-Höhe | Anmerkungen | Bild |
| ------------------------------ | -------------------------------------------------- | ------ | --------- | ---------- | --- | ---- |
| The Elbow Reef Lighthouse      | Hope Town Elbow Cay Abaco Islands (Geokoordinaten) | 1864   | 27 m      | 37 m       | Mit horizontalen roten und weißen Bändern bemalter Rundturm mit Galerie, Laterne mit grauer Metallkuppel, ausgestattet mit einer drehbaren Fresnellinse erster Ordnung. Noch in Betrieb, am meisten besichtigter Leuchtturm der Bahamas. |      |
| Hole-in-the-Wall Lighthouse    | Great Abaco Abaco Islands (Geokoordinaten)         | 1836   | 23 m      | 51 m       | Erster durch die ILS auf den Bahamas errichteter Leuchtturm, rot-weißer Rundturm, der Name bezog sich auf einen Kalksteinbogen in der Nähe des Leuchtturms. Noch in Betrieb, 1995 automatisiert.                                         |      |
| Great Isaac Lighthouse         | Great Isaac Cay Bimini (Geokoordinaten)            | 1859   | 42 m      | 46 m       | Weiß gestrichener Rundturm aus Gusseisen mit Laterne und Galerie. |      |
| Great Stirrup Cay Lighthouse   | Great Stirrup Cay Berry Islands (Geokoordinaten)   | 1863   | 17 m      | 25 m       | Weiß gestrichener Rundturm aus Ziegelstein mit Laterne und Galerie. Noch in Betrieb. |      |
| San Salvador Island Lighthouse | Dixon Hill San Salvador Island (Geokoordinaten)    | 1887   | 22 m      | 50 m       | Weiß gestrichener runder, konisch zulaufender Ziegelturm mit Laterne und Galerie. Noch in Betrieb, mit Kerosin betrieben und von Hand betankt.                                                                                           |      |
| Bird Rock Lighthouse           | Crooked Island (Geokoordinaten)                    | 1876   | 30 m      | 34 m       | Weiß gestrichener Rundturm mit Laterne und Galerie |      |
| Castle Island Lighthouse       | Castle Island Acklins (Geokoordinaten)             | 1868   | 34 m      | 40 m       | Weiß gestrichener runder Backsteinturm mit Laterne und Galerie, ausgestattet mit einer Fresnellinse erster Ordnung. |      |
| Cay Sal Lighthouse             | Elbow Cays Cay Sal Bank (Geokoordinaten)           | 1839   | 18 m      | ?          | Außer Betrieb seit 1934. |      |
| Cay Lobos Lighthouse           | Cay Lobos Jumentos Cays (Geokoordinaten)           | 1869   | 45 m      | 44 m       | Weiß gestrichener runder Gusseisenturm mit Laterne und Galerie. Noch in Betrieb, automatisiert und solarbetrieben. |      |
| Southwest Point Lighthouse     | Matthew Town Great Inagua Inagua (Geokoordinaten)  | 1870   | 34 m      | 37 m       | Weiß gestrichener gemauerter Rundturm mit Laterne und Galerie. Noch in Betrieb, mit Kerosin betrieben und mit Handkurbelmechanismus gedreht.                                                                                             |      |
| Gun Cay Lighthouse             | Gun Cay Bimini (Geokoordinaten)                    | 1836   | 23 m      | 24 m       | Runder Steinturm im alten Stil, obere Hälfte rot gestrichen, untere Hälfte weiß gestrichen, überragt von einem kurzen, quadratischen, pyramidenförmigen Skelettturm.                                                                     |      |